# NGC 4260
NGC 4260 (również PGC 39656 lub UGC 7361) – galaktyka spiralna z poprzeczką (SBa), znajdująca się w gwiazdozbiorze Panny. Odkrył ją William Herschel 13 kwietnia 1784 roku. Należy do gromady galaktyk w Pannie.